# Jack Kerouac
Jean-Louis Lebris de Kerouac (Lowell, Massachusetts, 12 de Março de 1922 — São Petersburgo, Flórida, 21 de Outubro de 1969), mais conhecido por Jack Kerouac, foi um escritor estadunidense de ascendência franco-canadense e um do líderes do movimento literário conhecido como geração beat.

## Infância e juventude
Nascido em Lowell, em Massachusetts, era filho de Léo-Alcide Kéroack e Gabrielle-Ange Lévesque, canadenses da cidade de St-Hubert-de-Rivière-du-Loup, na província de Quebec. Teve uma infância séria, onde era muito dedicado à mãe. Frequentou um colégio jesuíta e ajudou o pai numa fábrica de impressão. Um de seus traumas mais trágicos, que voltaria relatado nos seus romances, foi a morte do seu irmão Gerard quando ele tinha apenas nove anos.
Devido às dificuldades económicas pelas quais passava a família, Jack resolveu fazer parte da equipe de futebol americano do colégio para tentar uma bolsa de estudo na faculdade. Conseguiu entrar na Universidade Columbia, em Nova Iorque, para onde se mudou com a família. Devido a um acidente que o impossibilitou de jogar por alguns meses, Kerouac começou a passar mais tempo frequentando a biblioteca da universidade, tendo assim seu primeiro contacto com autores que influenciaram muito da sua obra, entre os quais cita Louis-Ferdinand Céline e Jack London.
Não se ajustando à marinha de guerra, acabou na marinha mercante, onde ficou algum tempo. Quando não estava em viagem, Jack andava por Nova Iorque acompanhado pelos seus amigos "delinquentes" da Universidade Columbia, dentre os quais Allen Ginsberg e William Burroughs, chamado de Bill pelos camaradas, além do seu maior companheiro de viagens, Neal Cassady. Este, recém chegado a Nova Iorque, com sua esposa de 16 anos. Neal Cassady era um verdadeiro produto das ruas, passou sua infância e parte da juventude em reformatórios. Foi a época em que Jack conheceu os grandes amigos que formariam, alguns anos mais tarde, o "pelotão de frente" da geração beat, para desgosto da mãe.

## As grandes viagens e escritos
Kerouac "começou" escrevendo um romance, The Town and The City, sobre os tormentos sofridos na tentativa de equilibrar a vida selvagem da cidade com os seus valores do velho mundo. Segundo relatado em seus diários, publicados em 2004, Kerouac tentou dar ao livro excessivo planejamento e regularização, o que tornou sua composição cansativa e desgastante. The Town and The City foi o seu primeiro romance publicado, porém não chegou a lhe trazer fama. Devido também à má experiência, passaria muito tempo sem publicar novamente. Durante o período que se sucedeu, criou os rascunhos de outras grandes obras suas — Doctor Sax e On the Road. Na tentativa de escrever sobre as surpreendentes viagens que vinha fazendo com o amigo de Columbia, Neal Cassady, Kerouac experimentou formas mais livres e espontâneas de escrever, contando as suas viagens exatamente como elas tinham acontecido, sem parar para pensar ou formular frases. O manuscrito resultante sofreria 7 anos de rejeição até ser publicado. Jack escrevia vários romances, que ia guardando em sua mochila, enquanto vagava de um lado a outro do país.
Escreveu "Tristessa", obra sobre uma viciada em morfina que vive na Cidade do Mexico. É um romance triste, cheio de ensinamentos budistas, repleto de compaixão pelo sofrimento humano.

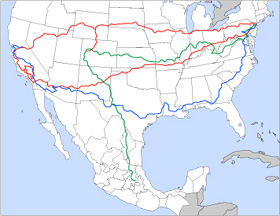
Viagens de Kerouac pela América.

A relação do escritor com Neal foi determinante para despertar em Jack sua vontade reprimida de botar o pé na estrada e desfrutar de uma liberdade ainda não experimentada. Os dois viajaram por sete anos percorrendo a rota 66, que cruza os EUA na direção leste-oeste, com descidas freqüentes ao México. Saíram de Nova Iorque e cruzaram o país em direção a São Francisco. Nessa jornada baseou-se a obra On the Road, cujos protagonistas, Dean Moriarty e Sal Paradise, aludem a Cassady e ao próprio Kerouac.
No verão de 1953 Jack Kerouac envolveu-se com uma moça negra, experiência que usou para escrever em 1958 "Os Subterrâneos". Escrito em três dias e três noites, Os Subterrâneos foi gerado a partir do mesmo tipo de rompante inspiracional que produziu o grande clássico de Kerouac, On the Road (traduzido no Brasil em 1984 como Pé na Estrada, por Eduardo Bueno). Em 1955 Kerouac apaixonou-se por uma prostituta indígena chamada Esperanza.
Foi publicado pela primeira vez em 1960 e baseado em fatos biográficos.

## O método de escrever inovador
Jack Kerouac escreveu sua obra-prima “On The Road”, livro que seria consagrado mais tarde como a “Bíblia Hippie”, em apenas três semanas. O fôlego narrativo alucinante do escritor impressionou bastante seus editores. Jack usava uma máquina de escrever e uma série de grandes folhas de papel manteiga, que cortou para servirem na máquina e juntou com fita para não ter de trocar de folha a todo momento. Redigia de forma ininterrupta, invariavelmente sem a preocupação de cadenciar o fluxo de palavras com parágrafos.
O material bruto que chegou às mãos de Malcom Cowley, da editora "Viking Press", em 1957, deu trabalho. Os rolos quilométricos de texto tiveram de ser revisados, foram inseridos pontos e vírgulas e praticamente 120 páginas do original foram eliminadas. O estilo-avalanche de Jack tinha ainda um elemento intensificador. Ao contrário às ideias correntes, segundo as quais trabalhou em cima do livro sob o efeito de benzedrina, uma droga estimulante; Kerouac, em admissão própria, abasteceu seu trabalho com nada mais que café.

## Drogas
O uso de drogas era comum entre Jack Kerouac e seus amigos. Sobre o assunto, o amigo Allen Ginsberg comentou que “Começamos a experimentar benzedrina e anestésicos. Eu pensava que não poderia escrever porque minha mente ficava confusa, mas Jack sentia que podia escrever romances usando isso. E acho que alguns dos seus romances do início dos anos 1950 foram escritos sob efeito desses e outros tóxicos. Jack praticamente se sentava e datilografava por várias semanas, fazia correções, escrevia continuamente 5, 6 ou 7 horas por dia, às vezes até o dia inteiro”.
“Jack sempre foi muito tímido, ainda que parecesse durão, era doce, sensível, passional. Neal era mais espontâneo, machão sem fazer esforço, mas também se interessava muito pelas palavras. Esperava que Jack o ensinasse a ser do seu jeito. Eram opostos e muita gente pensava que se pareciam. Neal era rude, Jack era mais introvertido e gostaria de ter a mesma iniciativa com as mulheres. Gostava de ver Neal fazer isso”, diz a novelista e mulher de Neal, Carolyn Cassady.

## Sucesso e crítica
O sucesso e o prestígio conquistados após a publicação de "On the Road", em 1957, deixaram Jack atormentado. Apesar de eventuais críticas positivas que realçavam o caráter inovador da obra, muitos o tacharam de subliterato e imoral. A primeira resenha escrita por Gilbert Millstein no jornal "The New York Times" foi satisfatória. Ele recorda no documentário “O Rei dos Beats” qual foi sua sensação ao ler o livro: “Eu li o livro e fiquei simplesmente estupefato. Eu disse ali que acreditava naquilo como a expressão perfeita de uma geração, assim como Hemingway em "The Sun Also Rises" também foi uma expressão da sua geração naquela época”.
O efeito imediato da fama causou apreensão e relutância em Jack. Joyce Johnson, a jovem namorada com quem o escritor morava na época, relembra a reação dele diante da celebração instantânea: “Estava agitado e com medo. Também sentia que teria de viver para sua imagem pública, pois todos esperariam que ele fosse como Dean Moriarty ou Neal Cassady, mas ele era só Jack Kerouac. Era bastante tímido, preferia ficar num canto olhando, refletindo”.
Logo após a publicação, Jack trabalhou intensamente em outros projetos. "The Dharma Bums" (Brasil: Os Vagabundos Iluminados / Portugal: Os Vagabundos do Dharma (2000) ou Os Vagabundos da verdade (1965)), lançado em 1958, foi a tentativa do escritor de estabelecer afinidades com o Budismo. É o relato de uma escalada com o amigo poeta Gary Snyder em busca de realizações espirituais.

## Isolamento
Nesta mesma época, Jack resolveu se isolar do convívio humano. Subiu até o alto de uma colina e passou longos dias sozinho confinado em uma cabana sem eletricidade e sem vidros nas janelas. Tomava quase uma garrafa de bebida por dia e sofreu com alucinações e paranóias. A experiência foi registrada no livro "Big Sur", de 1962. Anos antes o brilhante escritor, a procura de respostas para a vida, aceitou um emprego como guarda florestal no desolation peak no verão de 1956. Experiência relatada na obra "Anjos da desolação".
O problema do alcoolismo piorou com o tempo. Derrotado e solitário, vai morar com a sua mãe em Long Island. Seus últimos trabalhos exibiam uma alma desconectada de um ser humano perdido em ilusões. Apesar do estereótipo de beat — ou beatnik, alcunha que Kerouac detestava e rejeitava — o escritor era um conservador, especialmente sob a influência de sua mãe católica. O vigor deu lugar ao cansaço, e o escritor resignou-se a uma vida ordinária.
Frequentemente apaixonado, ele chegou a casar duas vezes ao longo da vida, mas ambos os matrimônios acabaram em poucos meses. Na metade dos anos 1960, Jack casa novamente, agora com uma velha conhecida de infância. Ele, a esposa e a mãe se mudam para São Petersburgo, na Flórida.
Em 21 de outubro de 1969, Jack Kerouac morreu de hemorragia, consequência de uma cirrose, com 47 anos, num hospital em São Petersburgo, na Flórida. O amigo e agente literário Allen Ginsberg reverencia seu talento: “Eu não conheço outro escritor que teve influência tão produtiva quanto Kerouac, que abriu o coração como escritor para contar o máximo dos segredos da sua própria mente”. Foi sepultado no Edson Cemetery, Lowell, Massachusetts nos Estados Unidos.